# Cephalopachus bancanus
Genre
Espèce
Statut de conservation UICN

 VU A2cd : Vulnérable
Statut CITES
Cephalopachus bancanus, le tarsier de Bornéo ou tarsier de Horsfield (traduction de l'anglais) ou tarsier de Banca ou tarsier occidental, est une espèce de tarsier qui vit sur l'ile de Bornéo et dans le Sud de l'ile de Sumatra, en Indonésie et en Malaisie. Comme les autres tarsiers, il est caractérisé par des yeux exceptionnellement grands qui l'aident à voir dans l'obscurité afin de capturer ses proies.
Cette espèce fait l'objet d'une controverse taxonomique. Elle est considérée par certains comme appartenant au genre Tarsius mais est considérée par d'autres comme la seule espèce du genre Cephalopachus.

## Répartition et habitat
- Tarsius bancanus

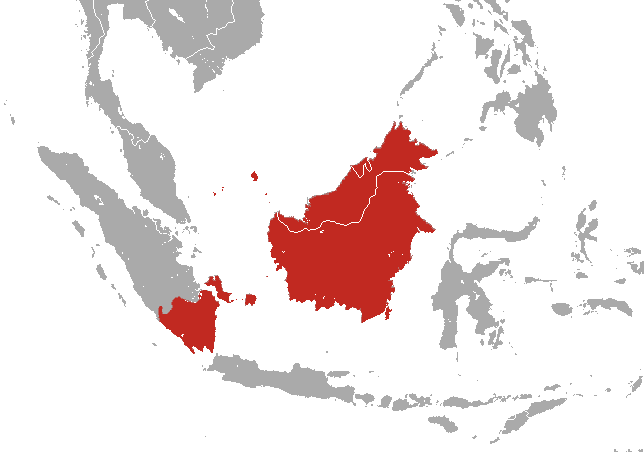
Tarsius bancanus

Tarsius bancanus est présent en Indonésie sur les îles de Bangka et de Sumatra, sur les Îles Karimata et Belitung et dans les Îles Natuna du sud. Il est également présent sur l'île de Bornéo (Indonésie, Malaisie et Brunei).
Ce primate vit dans les forêts primaires et secondaires ainsi que dans les forêts de mangrove. Il préfère les habitats forestiers avec un sous-bois dense et semble incapable de s'adapter aux milieux agricoles.

## Description

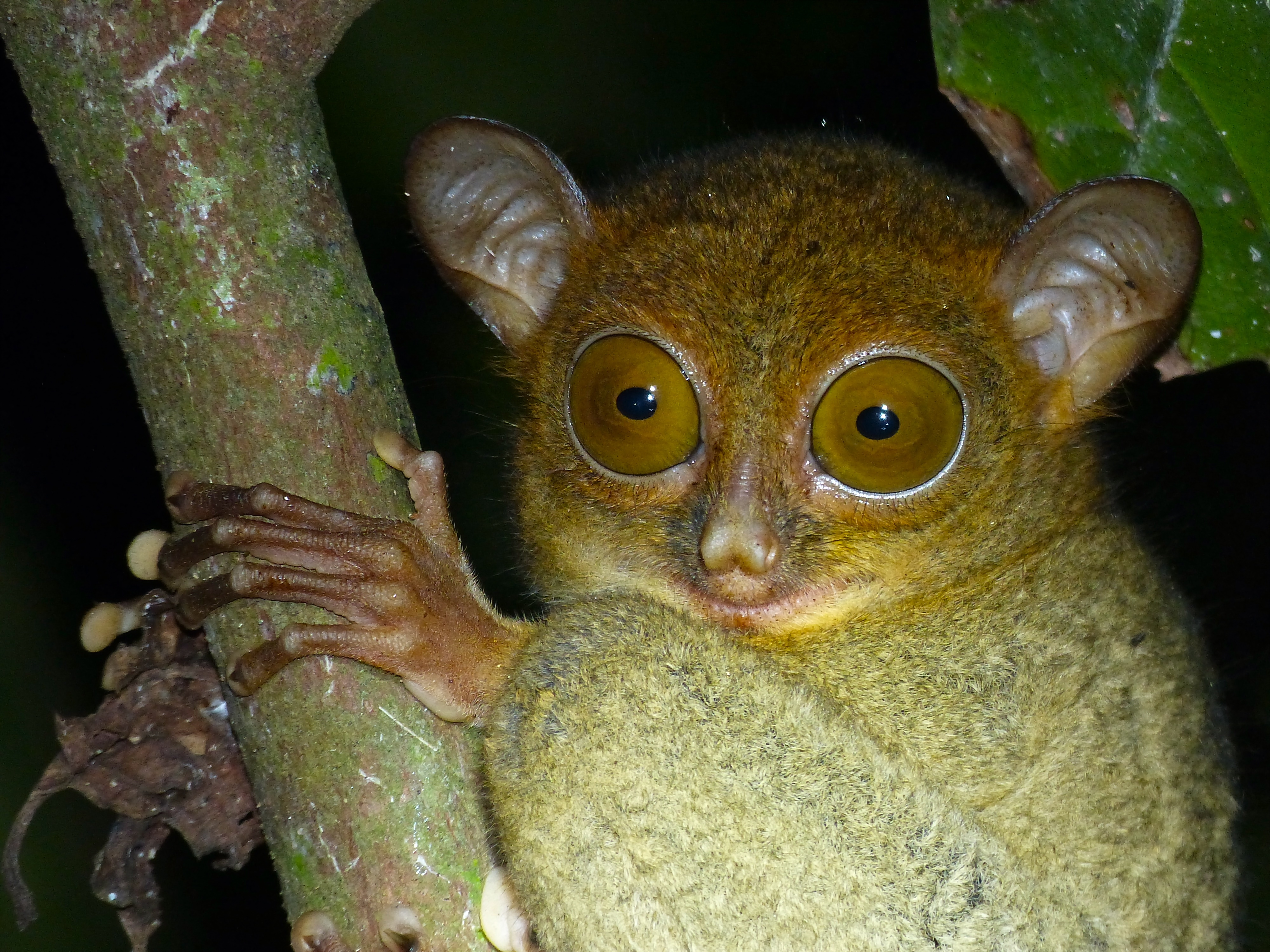
Cephalopachus bancanus borneanus (Sabah, Malaisie)

Tarsius bancanus est un petit primate qui mesure corps et tête compris environ 13 cm pour une taille totale de 32 à 37 cm. Il pèse de 105 à 135 g,.
Il possède, par rapport à la taille de sa tête, les plus gros yeux chez un mammifère.
Il ne présente pas d'incisives intermédiaires sur la mâchoire supérieure.
Les oreilles sont arrondies, horizontales et beaucoup plus courtes que la tête. Sa tête a la particularité de pouvoir tourner à 90°.
Il possède une queue grêle, courte mais bien développée. Les doigts de ses pattes sont garnis de coussinets et de griffes pointues qui lui permettent de s'accrocher aux branches des arbres.
Le pelage est brun, parfois de couleur sable.

## Comportement
Ce primate arboricole, nocturne et crépusculaire, grimpe verticalement au plus près des troncs et des branches mais peut sauter. Il affectionne particulièrement les troncs de 1 à 4 cm de diamètre. Pour se déplacer, il ne peut visiblement pas tourner suffisamment ses yeux dans ses orbites et doit tourner la tête. Il réalise de 650 à 850 sauts par nuit.
Cet animal territorial semble pouvoir communiquer par vocalises.

## Alimentation
Il est exclusivement carnivore et se nourrit essentiellement d'arthropodes parmi lesquels des coléoptères, des sauterelles, des cafards, des papillons, des mites, des mantes religieuses, occasionnellement des fourmis, des phasmides et des cigales. Il consomme également des oiseaux comme des oiseaux chasseurs d'araignées du genre Arachnothera, des fauvettes, des martins-pêcheurs ou des pittas. Il capture également des chauve-souris comme Taphosus sp., Cynopterus brachyotis et Balionycteris maculata. Son régime alimentaire inclut également des serpents comme Maticora intestinalis et il a déjà été observé mangeant des lézards du genre Draco.
Sa technique de prédation comporte un repérage de la proie par l’ouïe puis par la vue avec en général un saut puis une morsure les yeux fermés.
Il ne mange que les proies fraîchement tuées (celles qui tombent au sol ne sont pas consommées). Un individu peut manger jusqu'à 10 % de son poids en une nuit pendant laquelle la durée totale d'alimentation est de 2 heures environ.

## Reproduction
La gestation chez Tarsius bancanus est de 178 jours et la femelle donne naissance à un seul petit. Les naissances ont lieu tout au long de l'année, avec une fréquence plus importante en fin de saison des pluies entre février et juin. Le petit qui pèse environ un quart du poids de sa mère, est capable de grimper dès le premier jour.

## Publication originale
- Horsfield, T. 1821. Zoological researches in Java and the neighbouring islands. Kingbury, Parbury and Allen, London, 324 pages [La planche 4 est datée de novembre 1821]. (BHL)

## Liste des sous-espèces

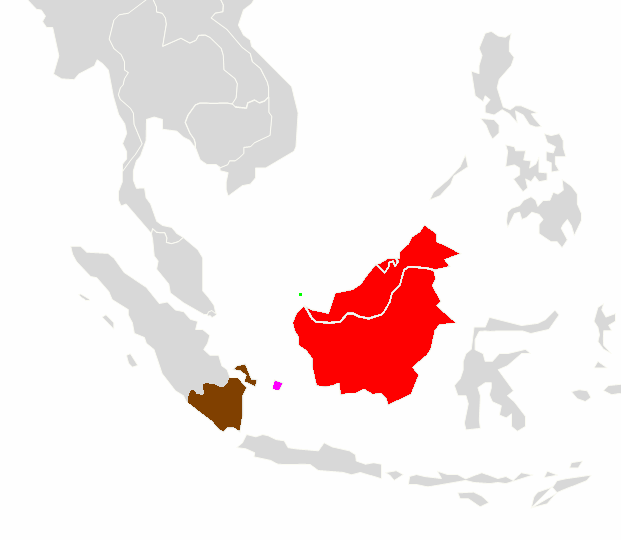
T. b. borneanus
T. b. saltador
T. b. natunensis
T. b. bancanus

Selon Mammal Species of the World (version 3, 2005)  (28 mai 2014) :
- Tarsius bancanus bancanus Horsfield, 1821 - (Sumatra, île de Bangka, Indonésie)[15]
- Tarsius bancanus borneanus Elliot, 1910 - (île de Bornéo, Brunei, Indonésie, Malaisie)[15]
- Tarsius bancanus natunensis Chasen, 1940 - (île Serasan, îles Natuna, Indonésie)[15]
- Tarsius bancanus saltator Elliot, 1910 - (île Belitung, Indonésie)[10],[15]

Cette liste de sous-espèces est sujette à discussion. Certains pensent par exemple que Tarsius bancanus saltator est un synonyme de Tarsius bancanus bancanus alors que d'autres considèrent qu'il s'agit d'une sous-espèce valide caractérisée par un pelage moins laineux et une teinte dorsale de couleur gris fer plus marquée. Le même débat existe concernant Tarsius bancanus natunensis.

## Le tarsier de Bornéo et l'Homme

### Croyances
Chez les Iban, anciens chasseurs de tête de Bornéo, le tarsier était considéré comme un animal-présage. Du fait de son épine dorsale extrêmement souple qui lui permet une rotation de la tête de 360°, sa tête était considérée comme non fixée. Si un chasseur de têtes rencontrait un tarsier, il devait se retourner immédiatement ou risquait d'être frappé par les esprits ainsi que sa communauté par un sort.

### Philatélie
Le tarsier de Horsfield figure sur un timbre Malais de 2008 (2 MYR) et sur un timbre indonésien de 2010 (1500).